# Maria Vierdag
Maria Vierdag, detta Rie (Amersfoort, 22 settembre 1905 – Amsterdam, 17 luglio 2005), è stata una nuotatrice olandese.
Specializzata nello stile libero ha vinto la medaglia d'argento nella staffetta 4x100 m sl alle olimpiadi di Los Angeles 1932.

## Palmarès
- Olimpiadi
  - Los Angeles 1932: argento nella staffetta 4x100 m sl.
- Europei di nuoto
  - Bologna 1927: oro nei 100 m sl e argento nella staffetta 4x100 m sl.
  - Parigi 1931: oro nella staffetta 4x100 m sl.